# 모홈비
모홈비(Mohombi, 1986년 10월 17일 ~ )는 스웨덴의 가수이다.

## MoveMeant
솔로 아티스트로서의 첫 등장은 스웨덴의 래퍼 인 Lazee on Do It과 공동으로 이루어졌으며 스웨덴 차트에서 9 위를 차지했다. 로스 앤젤레스에서 Mohombi는 친구가 RedOne 프로듀서에게 소개되었다. 가수 데뷔 싱글 인 Bumpy Ride는 2010년 8월 미국에서 발매되어 전 세계적으로 인기를 얻었다. Mohombi는 영국에서 Miss Me이다.이 책은 미국의 랩퍼 Nelly와 듀엣이다. 그의 세 번째 싱글 인 Dirty Situation은 2010년 11월 유럽에서 Akon과 듀엣으로 발매되었다. 니콜 Scherzinger와 코코야자 2011년 2월 유럽에서 발표 된 그녀의 첫 번째 앨범, MoveMeant의 네 번째 싱글이다. 싱글 Bumpy 라이드, 더티 상황과 코코야자의 프랑스어 버전이 있다. 2011년 9월, Mohombi는 스웨덴에서만 새로운 싱글 인 Maraca를 발표했다. Nayer와 랩퍼 Pitbull이 함께한 Suave (Suavemente) 노래도 같은 해에 나왔고 전 세계에서 성공을 거두었다. Mohombi는 또한 Pitbull과 함께 앨범 "지구 온난화 : Meltdown"에서 DJ duo / Producer Robotic Playb4ck와 공동으로 캘리포니아의 노래 Sun에서 작업하고 있다. 2012년 1월 Mohombi는 앨범 MoveMeant에서 In Your Head의 타이틀을 발표한다.
2014년에 Mohombi는 유니버설 뮤직을 떠나 자신의 레이블 La Clique Music으로 서명 한 다음 Universe 앨범을 두 번째 스튜디오 앨범으로 발매했다.

## 2014-선물
2014년: Mohombi는 Hagibi (I Need Your Love)라는 제목으로 Shaggy와 공동 작업을 했으며 Costi Ioniţă와 Faydee는 국제 투어를 가졌다.
2015년: Mohombi는 Wisin과 함께 한 Baddest Girl In Town에서 Pitbull과 공동 작업을 했다.
2016년: Mohombi는 Joey Montana와 공동으로 "Picky (Remix)"라는 제목으로 Akon과 함께한다.
2017년: Mohombi는 Se Fue 타이틀에서 Arash와 협력한다.
2017년: Mohombi는 콩고 민주 공화국에 ufm94.7 라디오 방송국을 연다.
2019년: Mohombi는 Juan Magán과 함께 Claro라는 제목으로 Yasiris 및 Hyenas와 공동 작업을한다.
2022년: 12월 모홈비는 무소속으로 2023년 대선 출마를 선언했다..

## 전기
스웨덴의 어머니와 콩고 민주 공화국 콩고 출신의 아버지 인 Mohombi는 14 명의 형제 자매를 두고 있다. 콩고 민주 공화국에서 자란 모 호비와 그의 형제 디 조는 전쟁으로 황폐해진 나라를 1999 년 스웨덴 스톡홀름으로 도주했다. 그의 부모는 정기적으로 그를 다양한 음악적 영향에 노출시켜 어린 시절부터 Mohombi는 노래에 대한 열정을 키워 왔다. 그는 스톡홀름 음악원 (Stockholm Conservatory of Music)에서 류트 무스 (Rytmus)에서 음악을 공부했으며, 17 세 때 컬트 와일드 사이드 스토리 (Wild Side Story) 쇼의 스웨덴 제작 리바이벌에서 무대에 데뷔했다. 그는 연구를 계속하고 경제학 학위를 받았다. 그는 콩고 민주 공화국의 두 언어 인 스웨덴어, 프랑스어, 영어, 스와힐리어 및 링 갈라 어를 사용한다.
스톡홀름에서 Mohombi와 그의 형제 인 Djo Moupondo는 아프리카 음악의 영향으로 댄스홀과 힙합을 결합한 Avalon 밴드를 결성했다. 2004 년부터 2008 년까지이 밴드는 50 만 건이 넘는 레코드를 판매했다.
2005 년, 아발론 그룹 아발론 그룹이 영어라는 링갈라어에 언어 소개와 프랑스어 이중 언어 노래, 스웨덴 린 셰핑에서 2005 년 유로 비전 송 콘테스트에 전송, Melodifestivalen에 참여«큰 위로»는 2005 년 아발론 그룹은 쇼 sthlm에 참여 용암 Kulturhuset 구성 연례 음악 축제.
2007년 6월 2일 그들은 키 스타에 Hoodsfredsfestivalen에 참가했다. 2007 년 밴드는 아발론 아프리카 - 바이킹 앨범을 발표했다. 아발론 그룹은 밥 Sinclari, 백만 Stilz, 모하메드 라민 및 실버 룸, 알렉산더 Papadimas 등 많은 예술가들과 같은 노래를 협력하고있다. 2008 년에 Mohombi는 혼자서 비행기를 타고 LA로 이사하기로 결정했다. 2011 년에 그는 그리스 아테네의 MAD 비디오 뮤직 어워즈에서 첫 번째 연례 출연을 했으며 Katerína Stikoúdi와 함께 "Coconut Tree" (코코야자"Make Me Stay")라는 노래를 부른 상태에서 듀엣으로 활동했다.

## 보수 약속

### 보수
- 2003 : Kora Awards, Grammy Award for Best Group - Diaspora Europe / Caribbean의 아프리카 상응.
- 2015 : Mohombi는 올해 최고의 라틴어 라이딩 앨범을 위한 Pitbull 's DALE 앨범 참여로 라틴계 이탈리아 음악 상을 수상했다.
- 2016년 : Mohombi는 올해 최고의 라틴 라이딩 앨범을 위해 Pitbull 's DALE 앨범에 참여한 Billboard Latin Music 상을 받았다.
- 2016년 : Mohombi는 Pitbull의 앨범 DALE에 참여하여 그래미 상을 수여한다. 올해의 최우수 연도.
- 2017년 : Mohombi는 Best Apple Act Awards에서 Big Apple Music Awards로 선정되었다.
- 2019년 : Melodifestivalen 2019년 스웨덴 자격.
- 2019년 : Mohombi는 BMI Award 2019에서 J Balvin이 작곡 한 Mi Gente 작곡가로 선정되었다.
- 2020년 : Mohombi가‘올해의 현대 라틴어 노래’카테고리에서 Jennifer Lopez의 제목 Dinero 의 작곡가로 BMI Award를 수상했습니다).

### 약속
- 2004 : 코라 상 후보 지명
- 2011 : 그리스 음악 시상식 후보작 울 퉁 불 퉁 타고.
- 2011 : MTV Europe Music Awards는 올해 최고의 스웨덴 가수 후보로 선정되었다.